# Friedrich Traugott Kützing
Friedrich Traugott Kützing, född 8 december 1807, död 9 september 1893, var en tysk botaniker.
Kützing var lärare vid realskolan i Nordhausen och blev 1844 titulär professor. Han utgav ett flertal grundläggande arbeten över alger, såsom Synopsis diatomacearum (1833), Algæ aquæ dulcis (1833-1836), Phycologia generalis (1843, med 80 tavlor), Phycologia germanica (1845), Tabulæ phycologicæ (19 band, 1845-1671 med 1.900 färglagda avbildningar av 4.407 arter) samt Species algarum (1849).
Auktorsnamnet Kütz. kan användas för Friedrich Traugott Kützing i samband med ett vetenskapligt namn inom botaniken; se Wikipediaartiklar som länkar till auktorsnamnet.